# Luts (rivier)
De Luts (Fries en officieel: De Luts), ook wel Lits genoemd, is een rivier in de gemeente De Friese Meren, in de provincie Friesland (Nederland).
De Luts stroomt van het Slotermeer, door Balk naar De Holken (onderdeel van het Heegermeer/Fluessen). De Elfstedentocht op de schaats gaat ook over de Luts; dit deel van het traject is traditioneel een van de zwakke plekken.

## Geschiedenis
De oorsprong van de Luts was in de voorlaatste IJstijd. De Luts is gelegen tussen 2 keileemruggen, van Harich en Wijckel. Toen na de voorlaatste ijstijd temperaturen stegen vond het smeltwater zijn weg door deze natuurlijke bedding, lopend van het huidige landhuis Kippenburg in het Balckster Meer (Het zuidwestelijke deel van het Slotermeer).
Rond 1840 is de Luts verlengd met de Van Swinderenvaart. De Luts wordt beheerd door het Wetterskip Fryslân, voorheen waren dat de waterschappen Tusken Mar en Klif en De Luts.

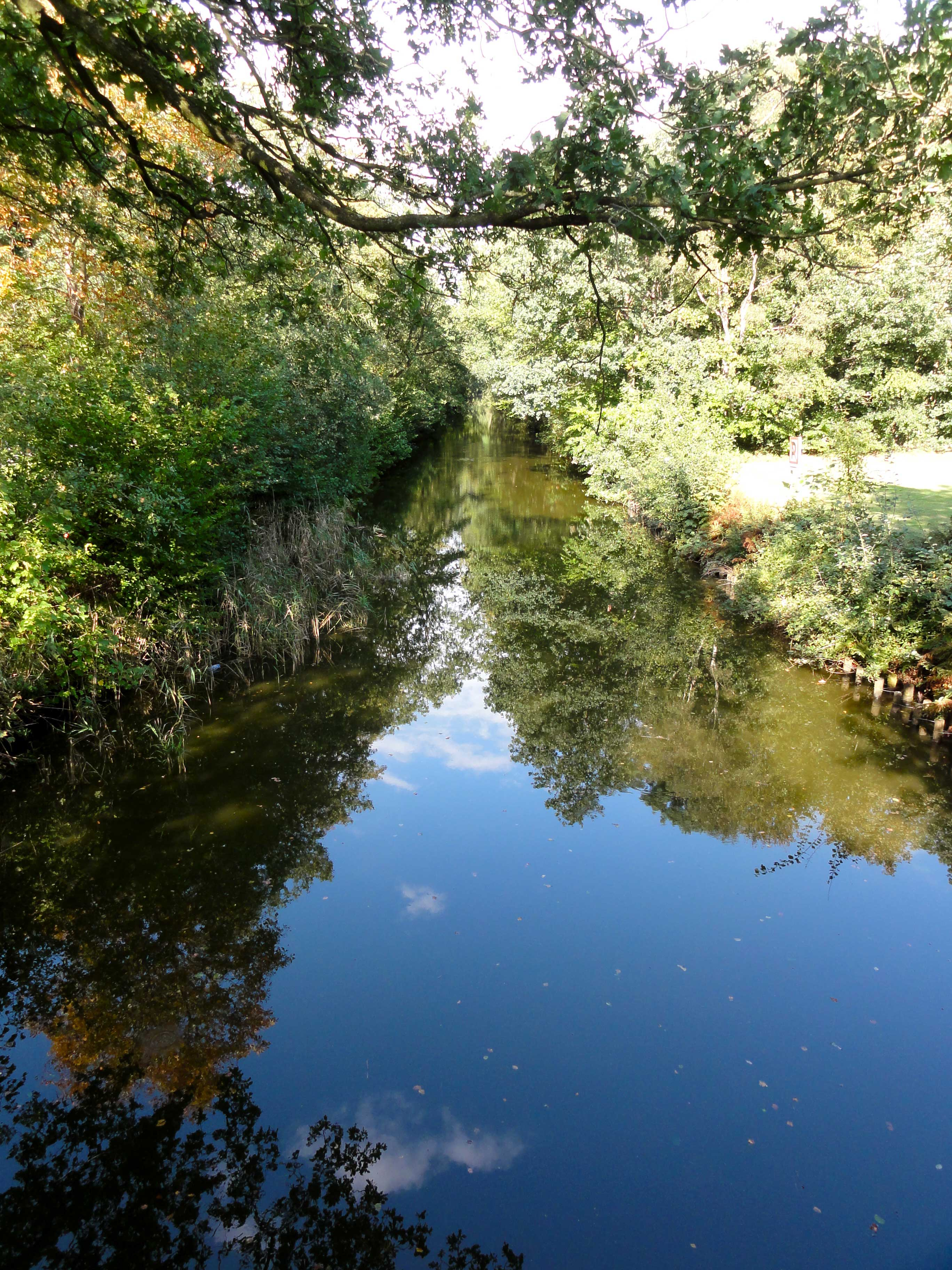
De Luts bij Kippenburg

Zwette · Stadsgracht (Sneek) · Geeuw · Wijddraai · Wijde Wijmerts · Nauwe Wijmerts · Noorder Ee · Ee (Woudsend) · Slotermeer · Slotergat · Slotermeer · Luts · Van Swinderenvaart · Spookhoekstervaart · Rijstervaart · Oud-Karre · Johan Frisokanaal · Morra · Johan Frisokanaal · Noorderdijkvaart · Het Wijd · De Gronzen · Indijk · Zijlroede (Hindeloopen) · Oude Oostervaart · Dijkvaart · Horsa · Burevaart · Diepe Dolte · Workumertrekvaart · Het Kruiswater · Stadsgracht (Bolsward) · Witmarsumervaart · Harlingervaart · Bolswardervaart · Zuidoostersingel · Noordoostersingel · Noordergracht (Harlingen) · Van Harinxmakanaal · Sexbierumervaart · Noordergracht (Franeker) · Dongjumervaart · Ried · Berlikumerwijd · Moddergat · Wierzijlsterrak · Blikvaart · Zuidhoekstervaart · Ouwe Rij · Leistervaart · Finkumervaart · Dokkumer Ee · Het Kleindiep · Dokkumer Ee · Oudkerkstervaart · Murk · Ouddeel · Bonkevaart (finish)